# Platycryptus undatus
Platycryptus undatus е вид паяк от семейство Скачащи паяци (Salticidae).

## Разпространение
Видът е разпространен в Северна и Централна Америка.

## Описание
Женските екземпляри достигат на дължина между 10 и 13 mm, а мъжките варират от 8,5 до 9,5 mm.